# デリック・コールマン
デリック・コールマン（Derrick D. Coleman 1967年6月21日 - ）は NBAで活躍した元プロバスケットボール選手。ポジションはパワーフォワードとセンター。身長208センチ、体重104キロ、左利き。「ヤング・カール・マローン」と呼ばれ、新人王を獲得した。ボールハンドリング、インサイドの強さ、高確率のミドルシュートなど優れたポテンシャルを秘めていたが、素行の悪さからその実力を上手く発揮できず問題の多い選手として知られる。

## キャリア
シラキューズ大学で大学史上初の2000得点、1500リバウンド、300ブロックをマーク。1990年のNBAドラフト全体1位でニュージャージー・ネッツに指名された。ルーキー・オブ・ザ・イヤーを獲得。翌年にはケニー・アンダーソンとのコンビで注目され始めた。この頃は、平均20得点、平均10リバウンドを記録できる優れたインサイド選手だった。チームは、コーチにチャック・デイリー、選手にクリス・ダドリー、テリー・ミルズやクロアチア人のドラゼン・ペトロビッチが所属し、強豪チームになると思われた。しかし、1993年にペトロビッチが交通事故で死去するとチームは希望を失っていく。1994年にはNBAオールスターゲームに選出されている。
1994年、ドリームチームIIに選出され、バスケットボール世界選手権で優勝を果たした。
1995年にショーン・ブラッドリーとのトレードでフィラデルフィア・セブンティシクサーズ(1995-1998)に移籍した。1995-96年は心臓の不整脈で11試合しかプレーしていない。その後、シャーロット・ホーネッツ(1998-2001)、再びセブンティンシクサーズ (2001-2004)、デトロイト・ピストンズ (2004-2005)に移籍した後に引退した。